# Josip Reihl-Kir
Josip Reihl-Kir (25 de julio de 1955 – 1 de julio de 1991) fue un Jefe de policía de Osijek de la RFS Yugoslavia conocido por sus iniciativas pacificadoras durante los inicios de la Guerra de Croacia. Tras ser amenazado por sus acciones fue asesinado en 1991. 

## Biografía
Josip Tvrtko Reihl-Kir nació en Sirač, Croacia, Yugoslavia. Su padre era de origen alemán (Suabos del Danubio)  y su madre croata, ambos fueron partisanos yugoslavos durante Segunda Guerra Mundial. Trabajó como profesor de instituto en Osijek, convirtiéndose en policía en 1981. Desde el 31 de julio de 1990 hasta su muerte fue jefe de la comisaría de policía de Osijek.

## Papel en la Guerra de Independencia Croata
La frontera entre Croacia y Serbia era un punto de conflicto desde el inicio de la la guerra en 1991. Desde su posición como jefe de policía, Riehl-Kir se encargó de mantener la situación bajo control en el área bajo su responsabilidad. Cuándo los nacionalistas serbios levantaron sus barricadas durante la llamada Revolución de los troncos, Reihl-Kir consiguió reconducir la situación bajo su zona de acción negociando con ellos, ofreciéndose para mantener a las fuerzas paramilitares nacionalistas croatas lejos de las zonas habitadas por serbios a cambio de que estos retirasen los troncos que cortaban los caminos. 
En abril de 1991, tres miembros de la Unión Democrática Croata (HDZ), entre ellos Gojko Šušak, convencieron a Reihl-Kir para que les guiase a las afueras del pueblo serbocroata de Borovo Selo. Para sorpresa de Reihl-Kir, sus tres acompañantes procedieron a lanzar tres proyectiles sobre el pueblo. Aunque no produjo daños ni heridos, el incidente fue utilizado por la televisión serbia como prueba de las agresiones injustificadas protagonizadas por los croatas contra la población serbocroata. Después de este incidente, Reihl-Kir continuó negociaciones con serbios de Eslavonia Oriental a pesar del rechazo del gobierno del HDZ.
El 1 de mayo de 1991, dos policías croatas entraron en Borovo Selo. Reihl-Kir contactó con Vukašin Šoškoćanin, el comandante serbio local, que confirmó el incidente y advirtió que los policías habían disparado contra la población local, hiriendo a un vecino. Reihl-Kir intentó sin éxito liberar a los agentes croatas que tras el incidente fueron detenidos por los vecinos del pueblo. Como parte de la misión de rescate de los policías ordenada por el gobierno croata, se produjo la Batalla de Borovo Selo con la oposición frontal de Reihl-Kir, ya que obstruía irremesiblemente sus esfuerzos por pacificar la región. El 25 de junio de 1991 se proclamaba la región autónoma de Eslavonia Oriental, Baranya y Sirmia Occidental.

## Asesinato
Tras recibir numerosas amenazas de los nacionalistas croatas, Reihl-Kir pidió su traslado a otra región. El 1 de julio de 1991, el día antes de ser trasferido a Zagreb, Reihl-Kir fue asesinado. En Tenja, mientras lideraba su última negociación, su coche fue tirotead con una AK-47. Reihl-Kir recibió dieciséis impactos de bala, que acabaron con su vida al instante. 
El asesino, Antun Gudelj, fue un antiguo policía croata nacionalista que había sido desarmado por Reihl-Kir. Gudelj huyó a Australia de donde fue extraditado en 2007. Finalmente fue condenado por el asesinato y sentenciado a veinte años de prisión. La viuda de Reihl-Kir, Jadranka, denuncia actualmente que las personas que ordenaron su asesinato no han sido aún procesadas

## Legado
Sus acciones y asesinato están recogidos en el libro y documental homónimo The Death of Yugoslavia.